# Comuna Hitar, Skole
Hitar (în ucraineană Хітар) este o comună în raionul Skole, regiunea Liov, Ucraina, formată din satele Hitar (reședința) și Kalne.

## Demografie
Componența lingvistică a comunei Hitar
     Ucraineană (99,19%)
     Alte limbi (0,8%)
Conform recensământului din 2001, majoritatea populației comunei Hitar era vorbitoare de ucraineană (99,19%), existând în minoritate și vorbitori de alte limbi.